# Wondercity
Wondercity è una serie a fumetti italiana (anche se pubblicato prima all'estero) pubblicato in Italia dall'editore Free Books. Attualmente (marzo 2006) è presente in Italia, Francia, Spagna, Portogallo, Grecia, Turchia e Croazia.
Wondercity è nato da un progetto del soggettista/sceneggiatore Giovanni Gualdoni, del disegnatore Stefano Turconi e dal colorista Emanuele Tenderini.
La serie, interrotta al sesto albo nel 2007, verrà ripubblicata e continuata nel 2019 ad opera di Tatai Lab.

## Formato editoriale
Il fumetto Wondercity viene pubblicato in formati diversi a seconda della nazione (e della sua "tradizione" per quanto riguarda i fumetti di questo tipo). In Italia è nel formato comic book (lo stesso utilizzato dalla Marvel Comics o dalla Disney nelle testate cosiddette "innovative").
Ogni albo contiene due storie: una principale ed una "breve" (che si inserisce comunque nel contesto principale).
La serie è sviluppata in maniera "modulare", in stagioni autoconclusive di 6 numeri.
La prima stagione, uscendo dagli schemi prefissati, sarebbe dovuta durare 9 episodi, se il progetto non fosse stato chiuso prima. 
Con l'annuncio del revival a Lucca Comics and Games 2018, Tatai Lab ha annunciato che la prima stagione verrà conclusa con l'albo numero 8.

## L'ambientazione
Wondercity è una città immaginaria situata in Africa. Le vicende narrate nel fumetto si svolgono a partire dagli anni trenta e, come affermato in più occasioni da Giovanni Gualdoni, potrebbero andare avanti anche fino alla Seconda guerra mondiale.
La città di Wondercity venne fondata nel 1871 da Leon Wonder e dalla Società Mondiale per il Progresso Umano all'interno della Baia di Kita, alle foci del fiume Mbani.
L'idea alla base della città è l'utopia di creare un posto in cui la scienza e la tecnologia potessero evolversi, nel pieno rispetto della natura, grazie alla collaborazione pacifica tra le migliori menti del Pianeta.
A partire dal 1874, con la comunità italiana, molti studiosi e persone provenienti da tutte le parti del mondo cominciarono a venire ad abitare nella città.
A Wondercity, la maggior parte degli oggetti di uso comune (mezzi di trasporto, ma non solo) funzionano grazie all'elettricità, che all'interno della città è pubblica e gratuita. L'elettricità di Wondercity viene prodotta dalla Diga Wolfmayer, costruita sul Mbani e inaugurata nel 1869 (prima della fondazione della città, quindi).
La città di Wondercity è molto particolare dal punto di vista architettonico. Si basa su diversi studi compiuti da Stefano Turconi, mescolando l'architettura (e l'arte in genere) africana con l'Art Nouveau. Il risultato è qualcosa di pienamente credibile e possiede una certa originalità.
La tecnologia, a Wondercity, è ovviamente parecchio avanzata rispetto a quella realmente esistente all'epoca. Sono presenti girocotteri (una sorta di incrocio tra aerei ed elicotteri, il tutto a decollo verticale), grossi automi, enormi dirigibili, scimmie controllate elettricamente, ecc...
A Wondercity, a partire dal 1926, è presente il Collegio delle Meraviglie. Si tratta di una scuola che accoglie le persone che possiedono poteri "sovrannaturali", detti "talenti". La prima classe del collegio è detta Talent Team, e partecipa attivamente alla difesa della città.

## I personaggi

### Talent Team
Il Talent Team è la prima classe del Collegio delle Meraviglie. Gli studenti che ne fanno parte sono quelli che sono in grado di controllare e rendere utili i propri talenti. Il Talent Team aiuta anche, in più di una occasione, le operazioni della Polizia di Wondercity. Eccoli:

#### Tej Mamdani
Tejaran, detto Tej, è il leader del gruppo (anche se il ruolo gli viene conteso da Erik). È indiano ed è orfano di padre (il Preside del Collegio è il suo padrino). Ha il talento di mutare la composizione dei corpi.

#### Roary Lincoln
Roary ha il talento di lasciare il proprio corpo sotto forma di spirito. È nuova nel collegio. È orfana di entrambi i genitori, morti nell'incidente durante il quale scoprì il suo talento. Roary e il suo talento sono un po' i "protagonisti" del primo ciclo di storie. In realtà Roary fa parte della seconda classe del liceo, ma frequenta quasi solo la prima classe.

#### Erik Wolfmayer
Erik, tedesco, ha il talento cambiare la temperatura agli oggetti. È il nipote dell'ingegner Wolfmayer, che progettò l'omonima diga che fornisce elettricità alla città. Ha un carattere piuttosto ribelle e "sovversivo". Nel secondo episodio, con Roary unica testimone, uccide il Conte Silberner, che aveva appena teso una trappola agli altri membri del Talent Team.

#### Vittorio Belli
Vittorio, italiano, è capace di controllare le macchine. Tende a provarci con ogni ragazza che incontra. In diverse occasioni mostra un certo interesse per Charlotte: addirittura sembra che tra i due ci sia stata una breve storia (che Charlotte stessa considera "preistoria"...).

#### Charlotte Mourier
Charlotte, francese, è capace di trasmettere i propri pensieri agli altri, senza saper leggere i loro. È figlia di due medici. Charlotte è la prima ragazza a fare amicizia con la "nuova arrivata" Roary. Anche se questa amicizia sembra sincera, le è stata "imposta" dal preside per poter avere un maggiore controllo su Roary.

#### Thomas Wildcat
Thomas, britannico (apparentemente scozzese), è capace di percepire sensazioni e ricordi dagli oggetti. È figlio di due criptozoologi.

#### Aki Wong
Aki, cinese, è la più piccola del gruppo. È capace di far smaterializzare e rimaterializzare a breve distanza oggetti (ma non persone), talento che spesso usa per "rubare" dolciumi e gelati agli amici. I suoi genitori e suo fratello lavorano nella base subacquea "Stellamarina". Aki, alla fine del terzo episodio, entra in coma per aver smaterializzato una locomotiva salvando il Collegio. Sopravvive, al contrario di quello che tutto il fandom temeva a causa di copertina e anteprime.

### La seconda classe
La seconda classe del Collegio delle Meraviglie accoglie i ragazzi con talenti "particolari" (come dice Thomas) o "strambi" (parere di Vittorio). Eccoli:

#### Jean Guth
Jean è un ragazzo piuttosto logorroico (anche se lui non ne è convinto). Questa sua caratteristica viene non poco amplificata dal fatto che il suo talento consiste nella capacità di moltiplicarsi. Non sempre, però, i suoi doppi si trovano d'accordo con lui...

#### Polly Nelson
Polly ha come talento il poter percepire le emozioni e le sensazioni degli altri (empatia), cosa che la porta spesso a piangere quando altri discutono o litigano.

#### Koala Lawanini
Koala è un ragazzo decisamente grosso come corporatura, ma capace di privarsi del proprio peso in modo da galleggiare nell'aria. Koala è anche il migliore amico di Polly, e la consola spesso nei suoi attacchi di pianto.

#### Olivia Pettybone
Olivia ha il talento di poter fermare il tempo. È una ragazza molto determinata. Era fidanzata con Erik, e non si rassegna ancora al fatto di essere stata lasciata da lui. Questo la porta a scene di gelosia spesso infondate.

#### Nicolaia Zaitef
Nicolaia ha il talento di fare previsioni riguardo al prossimo futuro. Ha un aspetto un po' da Mortisia della Famiglia Addams, coi i capelli neri lisci che le coprono sempre metà volto.

### I docenti

#### Preside Malmoose
August Malmoose è il Preside del Collegio delle Meraviglie. Ha un aspetto bonario (grassoccio e basso, sempre sorridente).

#### Prof. Babele
Madame Babele è l'insegnante di lingue antiche (o, come dice il Preside Malmoose, lingue morte e sepolte). Ricorda non poco la professoressa McGranitt di Harry Potter.

#### Prof. Babelure
Il professor Babelure, titolare della cattedra di parascienza all'Università di Wondercity, insegna metafisica al Collegio delle Meraviglie. Incarna lo stereotipo del fisico con la testa fra le equazioni.

#### Prof. Floreu
La sensitiva Madame Floreu insegna spiritismo. Veste in maniera stravagante e ricorda parecchio, anche nell'atteggiamento, la professoressa Cooman di Harry Potter.

#### Prof. Lounes
Il cacciatore di tesori dai metodi "poco ortodossi" Luxor Lounes insegna criptozoologia e paleoarcheologia. È aiutato dall'enorme Mr. Moleman. Incarna un po' lo stereotipo dell'uomo vissuto, che tende a diventare logorroico parlando delle sue imprese, ma sembra anche, come si vede in qualche vignetta del secondo numero, un buon insegnante.

#### Mr. Moleman
Mr. Moleman è l'assistente del professor Lounes. È un enorme uomo-talpa. Lounes lo incontrò durante una spedizione dalle parti delle rovine di Babilonia, in una città sotterranea. Nella città, rimasta sepolta di nuovo sotto terra alla fine dell'avventura, c'erano altri esemplari di uomini-talpa. Lounes ha sostituito Mr. Moleman al suo precedente sfortunatissimo aiutante Li-Min.

#### Prof. Muanda
Il signor Muanda insegna a pilotare aerei e girocotteri ai corsi avanzati. Come dice lui, "Se non imparano a volare con me, impareranno a volare con le mie pedate nel...".

#### Prof. Nagi
Il Maestro Nagi insegna difesa personale. È un po' una caricatura del maestro di arti marziali che sforna aforismi a getto continuo.

### Altri personaggi

#### Mr Junior
Mr Junior è probabilmente il personaggio più enigmatico della serie. Non compare spessissimo personalmente, ma la sua influenza si sente molto in tutti i numeri. Mr. Junior è uno scienziato, ed è il creatore (e il padrone) delle Chimere. Non è chiarissimo il suo ruolo nelle vicende, in ogni caso, attraverso la Chimera Colombina, riprende e osserva tutto ciò che accade. Da quello che si dice nel primo numero, conosce il segreto dei Talenti e ha probabilmente, insieme al defunto padre di Roary, un ruolo importante riguardo all'esistenza dei Talenti.
Apparentemente, è lui la causa della morte dei genitori di Roary (è comparso insieme a due chimere in mezzo alla strada, facendo sbandare il padre di Roary e facendo uscire di strada la loro macchina). Di conseguenza, è anche la causa della scoperta da parte di Roary del proprio talento.

#### Le Chimere
Le Chimere sono delle creature di Mr. Junior, per metà uomini e per metà animali (o animali umanoidi). Sono molte (nel primo numero, nell'ultima vignetta, ne compaiono 14, più altre 2 nel corso della storia). Solo di due si conosce il nome nella storia: Colombina (metà donna e metà uccello) e Flip (ranocchio umanoide). È noto (ma non ancora presente nel fumetto) anche il nome della Chimera, per metà donna e per metà zebra, presente nel primo numero: Centaura.
Roary sembra essere l'unica alunna del Collegio a conoscerle personalmente (o, almeno, a conoscerne una). Nel quarto numero, infatti, chiacchiera con una voce fuori campo da attribuire senza dubbio a Colombina. Sa sicuramente dell'esistenza di altre chimere: si è trovata davanti Centaura e Flip nel momento della morte dei suoi genitori.

#### Jebedia Murdock
Ex compagno di esplorazioni di Mr. Wonder, Murdock è l'attuale presidente della Fondazione Wonder, che manovra evidentemente per i suoi (ignoti) scopi. Personaggio molto ambiguo, è certamente il mandante dell'"accidentale" morte di Mr. Wolfmayer, padre di Erik e gestore della Diga di Wondercity. Nel fumetto, da giovane, ha l'aspetto dell'autore Giovanni Gualdoni.
Nel numero 6 si scopre essere la guida dei misteriosi uomini con la bombetta, che da tempo seguono e ostacolano il Talent Team.

#### Mr. Wonder
È il fondatore di Wondercity. Di lui si sa decisamente poco: era un esploratore e, probabilmente, un uomo di scienza, con il sogno di creare un luogo in cui le migliori menti della Terra potessero collaborare pacificamente. Non si capisce chiaramente se e quanto possa essere un "buono". Nel fumetto, da giovane, ha l'aspetto del disegnatore Stefano Turconi.

## I numeri
Questi sono i titoli degli albi italiani di Wondercity. Sono inseriti anche i titoli di albi non ancora usciti.

### Serie regolare
| Numero | Data          | Titolo                   | Autori |
| ------ | ------------- | ------------------------ | --- |
| #1     | novembre 2005 | Il talento di Roary      | Giovanni Gualdoni (testi), Stefano Turconi (disegni), Andrea Longhi, Daniele Rudoni & Emanuele Tenderini (colori)                                                  |
| #2     | febbraio 2006 | Un'ombra sul collegio    | Giovanni Gualdoni (testi), Graziano Barbaro (disegni), Romina Denti & Emanuele Tenderini (colori)                                                                  |
| #3     | aprile 2006   | Il fuoco del drago       | Giovanni Gualdoni (testi), Ettore Gula & Roberta Zanotta (disegni), Mauro Balloni (e non, come erroneamente riportato, Luca Malisan) & Emanuele Tenderini (colori) |
| #4     | giugno 2006   | Terra alla terra         | Giovanni Gualdoni (testi), Stefano Turconi (disegni), Andrea Longhi, Daria Cerchi & Emanuele Tenderini (colori). Nota: è uscito in ritardo, a fine luglio.         |
| #5     | ottobre 2006  | L'uomo elettrostatico    | Alessandro Bilotta (testi), Stefano Turconi (disegni), Barbara Barbieri ed Emanuele Tenderini (colori)                                                             |
| #6     | maggio 2007   | L'ultimo Doge            | Teresa Radice (testi), Emilio Urbano e Manuela Razzi (disegni) |
| #7     | novembre 2019 | Il profumo della memoria | Francesco Vacca (testi) |
| #8     | novembre 2019 | ???                      | Fabrizio Capigatti (testi) |

### Tales of Wonder
Ogni albo contiene, oltre alla storia che ne dà il titolo, anche una storia breve, il più delle volte slegata dalla trama della storia principale, che serve per narrare episodi interessanti riguardanti personaggi 'secondari' della serie.
| Numero | Titolo                  | Autori |
| ------ | ----------------------- | --- |
| #1     | L'ipnonauta             | Teresa Radice (testi), Stefano Turconi (disegni), Emanuele Tenderini, Chiara Fabbri Colabich e Cristina Toniolo (colori)                       |
| #2     | Johna e la Balena       | Giovanni Gualdoni (testi), Stefano Turconi (disegni), Emanuele Tenderini, Chiara Fabbri Colabich e Cristina Toniolo (colori)                   |
| #3     | La città riperduta      | Stefano Enna (testi), Stefano Turconi (disegni), Emanuele Tenderini, Chiara Fabbri Colabich e Cristina Toniolo (colori)                        |
| #4     | La regola della fortuna | Marco Belli (testi), Blasco Pisapia (disegni), Roberta Zanotta (chine), Emanuele Tenderini, Chiara Fabbri Colabich e Cristina Toniolo (colori) |
| #5     | Il male e la cura       | Giovanni Gualdoni (testi), Vincenzo Cucca (disegni e chine), Emanuele Tenderini, Chiara Fabbri Colabich e Cristina Toniolo (colori)            |
| #6     | Giovani pirati          | Giovanni Gualdoni (testi), Graziano Barbaro (disegni e chine), Emanuele Tenderini, Chiara Fabbri Colabich e Cristina Toniolo (colori)          |

### Volumi fuori serie
- Wondercity Speciale Sketchbook - marzo 2005 (pubblicato dalle Edizioni BD, che detenevano i diritti poi passati a FreeBooks poiché BD non poteva garantire la distribuzione in edicola)
- Wondercity #0 - I talenti - marzo 2006